# Periacerus lalithae
Periacerus lalithae är en insektsart som beskrevs av Chandrasekhara A. Viraktamath 1979. Periacerus lalithae ingår i släktet Periacerus och familjen dvärgstritar. Inga underarter finns listade i Catalogue of Life.